# Hera Syndulla
Hera Syndulla egy karakter a Star Wars-univerzumban. Hera Syndulla egy befolyásos család sarja a Ryloth bolygón. Végig nézte ahogy a bolygóján háborúk folytak és egyre több minden elpusztult rajta. A Birodalom rabszolgaságba taszítja a Rylothon élő twi'lekeket. Apja Cham Syndulla forradalmi eszméjét követve, Hera elhagyja a Rylothot hogy hasonló gondolkozású társakat gyűjtsön maga köré, és mozgalmat indíthasson a Birodalom ellen. Később a Szellem Legénységének vezető harcos pilótájává válik.

## Külseje
Hera Syndulla twi'lek faja miatt igen érdekes kinézettel rendelkezik. Bőrszíne zöld. Testalkata sovány, viszonylag magas, 176 cm és 50 kg. Fején két csápszerű képződmény található, az úgynevezett lekkuk. Szemei zöld színűek.

## Családja
Hera Syndulla anyja a híres Cham Syndulla felesége volt, aki Ryloth szabadságáért küzdött a Klónháborúk idején. Hera Syndulla gyermeke, Jacen Syndulla volt, Jacen apja Kanan Jarrus, a legendás Jedi volt, aki életét vesztette a harcok közepette, amikor feláldozta magát barátaiért, így nem ismerhette fiát.

## Gyermekkora
Hera kicsi volt, amikor a klónháború elérte a Rájlothot. Édesanyja egy bunkerben rejtette el, ameddig tartanak a harcok. Később, amikor a Birodalom vette át a hatalmat a Rájloth felett, Hera nagybátyja, Góbi ahelyett, hogy támogatta volna a Birodalmat, lázadásra buzdította a lányt. 
Champ Syndulla eközben próbálta meggyőzni a népet a Birodalom támogatásáról. Mivel a fegyvereket le kellett adniuk, Góbi a Rossz osztagtól új fegyvereket kért, aminek átvételére Herát is magával vitte. A lány itt találkozott Omegával, aki megadta neki a hajó komcsatornáját vészhelyzet esetére. Amikor visszafelé tartottak, a Birodalom lelőtte a hajót és legénységét fogságba ejtette. Champ elindult kiszabadítani a lányát. 
Amikor Hera már szabad volt, Champ fegyvert fogott a szenátorra, de végül nem ő lőtt. A szenátort Célkereszt sebezte meg, mégis Camp embereit tartóztatták le. Hera apja régi parancsnoki központjában bújt el és segítséget kért a 99-es klónosztagtól. Az osztag kezdetben nem akart segíteni a twileklánynak, de végül Omega rávette őket. Hera tervével végül sikerült kihozni a foglyokat és elmenekülni a bolygóról

## Gorsei felderítő küldetés
Egy felderítő küldetés során Hera a Gorse holdjára, később a Gorse bolygóra is továbbmegy, találkozik a sullusti Zaluna Myderrel, a Transcept Media Solutions felügyeleti társaság vezetőjével, ezen kívül megismerkedik a zsémbes robbantási szakértővel Skellyvel, aki a Klónok Háborúja veteránja volt egykor. Megismerkedik egy rejtőzködő Jedivel, Kanan Jarussal, akinek a 66-os parancs óta, amikor a Jedi Rend elbukott, merő vándorlás az élete. Hera nem tartja potenciális lázadójelöltnek, a körülmények mégis közös útra terelik őket, amikor egy birodalmi alkalmassági szakértő, Denetrius Vidian gróf megérkezik a Gorsera szörnyű terveivel. Amikor Hera észreveszi Kananban, mennyire alkalmas lázadónak, meghívja a Szellem legénységébe.

## Lázadóként
Hera ahogy bevette Kanant a gorsei kaland után a Szellem Legénységébe, további tagokkal növeli csapatát: megismerkedik Sabine Wrennel, aki igazi művészlélek, emellett imád robbantgatni. Beveszi Zebet, a Lasani túlélőt. Ezra Bridgert, a lothali utcagyereket, akiből később Kanan Jedit kovácsolt. Hera droidjával, Chopperrel együtt a csapat családdá kovácsolódott. Később megismerkedik a Szellem Legénysége Ahsoka Tanoval, aki Fulcrum álnéven segíti őket egy ideig, aztán a csapat tagjává válik, majd egy Darth Vaderrel való küzdelemben Ahsoka meghal, Ezra Bridger a későbbiekben viszont megmenti, amikor a Lothali Jedi Templomba megy. A csapat végül csatlakozik a Főnix Századhoz, aminek Hera később vezetője lesz, a továbbiakban a csapat egyre csak bővül, végül egy kiterjedt lázadás bontakozik ki, amiben szintén részt vesz a Szellem Legénysége. Hera harcolt az endori csatában, és a többi lázadóval együtt kivívta a szabadságot.

## Kalikori
A kalikori a twi'lekeknél egy díszes tárgy, ami szülőről gyermekre öröklődik generációkon keresztül. Hera a Rylothra ment barátaival, hogy visszaszerezze az emléktárgyat. Meg is tette, de Thrawn főadmirális nem sokkal később ellopta tőle. Végül Kanan Jarrus hozta vissza a Birodalomtól Herának ezt a nemes családi ereklyét.

## Idézetek Hera Syndullától
,,Mindent nekem kell csinálnom?"